# Жінка, випадки з реального життя
«Жінка, випадки з реального життя» (ісп. Mujer, casos de la vida real) — мексиканський драматичний телесеріал в форматі телешоу та ситкома виробництва телекомпанії Televisa, який виходив в ефір на каналі Las Estrellas з 1986 по 2007 роки та тривав 21 сезон. Ведуча та виконавчий продюсер — Сільвія Піналь.

## Загальний опис
Сюжет телепрограми було засновано на реальних подіях, в основному пов'язаних з проблемами в родині, жорстоким поводженням батьків з дітьми, тощо. Окрім ролі ведучої Сільвія Піналь також виступала як акторка, втілюючи на екрані історії, засновані на реальних подіях XIX—XX століть. У 1999 та 2000 роках серіал було відзначено преміями TVyNovelas у категорії Найкраща драматична телепрограма, крім того телешоу додатково було удостоєно 4 спеціальних премій TVyNovelas за довготривале перебування в ефірі — у 1996, 1999, 2003 та 2005 роках. Серіал транслювався у Мексиці, Іспанії, Італії, країнах Латинської Америки та здобув міжнародний успіх.

## У ролях
За весь час зйомок програми в ній взяли участь понад 1 500 акторів, у тому числі:
- Сільвія Піналь
- Жаклін Андере
- Марга Лопес
- Ерік дель Кастільйо
- Анхеліка Марія
- Рікардо Блуме
- Едіт Гонсалес
- Ана Мартін
- Вікторія Руффо
- Серхіо Басаньєс
- Норма Еррера
- Лусеро
- Діана Брачо
- Себастьян Рульї
- Маріанна Сеоане
- Лорена Веласкес
- Хайме Гарса
- Анхеліка Рівера
- Моніка Мігель
- Ада Карраско
- Раймундо Капетільйо
- Хосефіна Ечанове
- Марія Сорте
- Фернандо Колунга
- Елена Рохо
- Араселі Арамбула
- Синтія Клітбо
- Магда Гусман
- Деміан Бічір
- Ірма Лосано
- Мануель Саваль
- Ісела Вега
- Малені Моралес
- Отто Сірго
- Ана Лаєвська
- Патрисія Реєс Спіндола
- Марікрус Нахера
- Феліпе Коломбо
- Адріана Фонсека
- Кейт дель Кастільйо
- Тіна Ромеро
- Летисія Кальдерон
- Сальвадор Санчес
- Дульсе Марія
- Ітаті Кантораль
- Сільвія Паскель
- Клаудіо Баес
- Анаї Пуенте
- Аврора Клавель
- Марія Ребека
- Еріка Буенфіль
- Лаура Сапата
- Гільєрмо Муррай
- Афріка Савала
- Кеті Барбері
- Давид Остроскі
- Вероніка Лангер
- Марта Аура
- Росіта Кінтана
- Мігель Палмер
- Бланка Торрес
- Кармен Салінас
- Енріке Роча
- Едіт Маркес
- Ракель Ольмедо
- Тоні Далтон
- Марта Хулія
- Ракель Панковські
- Адріана Роель
- Мануель Охеда
- Анабель Гутьєррес
- Беатріс Морено
- Анжеліка Боєр
- Гастон Тусет
- Ванесса Бауче
- Нінель Конде
- Рафаель Інклан
- Естер Гільмаїн
- Кармен Монтехо
- Еухеніо Дербес
- Адріана Лаффан